# 1912 au cinéma
| Années du cinéma : 1909 - 1910 - 1911 - 1912 - 1913 - 1914 - 1915    |
| Décennies du cinéma : 1880 - 1890 - 1900 - 1910 - 1920 - 1930 - 1940 |

Cet article présente les faits marquants de l'année 1912 au cinéma.

## Événements
- 4 juillet : L’acteur Mack Sennett fonde la Keystone Company.
- 8 août : Création du studio de cinéma hollywoodien Universal Pictures.

- Sortie du premier numéro de la revue "Cinéma".
- Dadasaheb Phalke, que l'on considère comme le père du cinéma indien, tourne le premier film de fiction, Raja Harishchandra, un épisode du Mahābhārata

## Principaux films de l'année
- Janvier : Une intrigue à la cour d'Henri VIII de Camille de Morlhon
- Mars : La Dame aux camélias, film d’André Calmettes
- Mai :
  - Lucrèce Borgia, film italien de Gerolamo Lo Savio
  - Un amour de Pierre de Médicis, film italien de Giuseppe Petrai
- Juillet :
  - À la conquête du pôle, film de Méliès
  - Il Decamerone, film de Gennaro Righelli
  - La Reine Élisabeth, film d'Henri Desfontaines, Louis Mercanton et Gaston Roudès
  - Une conspiration contre Murat, film italien de Giuseppe Petrai
- Août :
  - 1812, film russe de Vassili Gontcharov
  - César Borgia,  film italien de Gerolamo Lo Savio
- Septembre :
  - L'Indépendance de la Roumanie, film d'Aristide Demetriade
  - Robin Hood Outlawed, film de Charles Raymond (en)
- Octobre : Siegfried, film de Mario Caserini
- Novembre : Le Saint Graal, film de Mario Caserini
- Décembre : Satan, film de Luigi Maggi
- L'Assassinat d'Henri III, film d'Henri Desfontaines
- El Aniversario del fallecimiento de la suegra de Enhart, écrit et réalisé par les frères Alva, première comédie mexicaine
- Quo vadis ?, film d'Enrico Guazzoni
- Théodora, film de Henri Pouctal

## Principales naissances
- 18 février : Jerry Fujikawa acteur américain († 30 avril 1983).
- 24 février : Jiří Trnka, cinéaste d'animation tchèque († 30 décembre 1969).
- 16 avril : John Halas, animateur de cinéma, scénariste et producteur hongrois († 21 janvier 1995).
- 21 avril : Marcel Camus, cinéaste français († 13 janvier 1982).
- 9 mai : Pedro Armendariz, acteur mexicain († 18 juin 1963).
- 12 avril : Efim Kopelian, acteur soviétique († 6 mars 1975).
- 16 avril : Evgueni Samoïlov, acteur soviétique († 17 février 2006).
- 18 mai : Richard Brooks, réalisateur américain († 11 mars 1992).
- 11 juin : James Algar, réalisateur américain († 26 février 1998).
- 4 juillet : Viviane Romance, actrice française († 26 septembre 1991).
- 23 août : Gene Kelly, comédien, danseur et chorégraphe américain († 2 février 1996).
- 29 septembre : Michelangelo Antonioni, cinéaste italien († 30 juillet 2007).